# سردیدو
سردیدو (به اسپانیایی: Cerdido) یکی از دهستان‌های اسپانیا است که در استان لاکرونیا واقع شده‌است.

## خصوصیات
سردیدو ۵۳ کیلومترمربع مساحت و ۱٬۵۵۸ نفر جمعیت دارد.